# Gê'gyai
Gê'gyai (chữ Tạng: དགེ་རྒྱས་རྫོང་; Wylie: dge rgyas rdzong; ZWPY: Gê'gyai Zong; tiếng Trung: 革吉县, Hán Việt: Cách Cát huyện) là một huyện của địa khu Ngari (A Lý), khu tự trị Tây Tạng, Trung Quốc. Hồ Donggu Co nằm trên địa bàn huyện này

### Trấn
- Cách Cát (革吉镇)

### Hương
- Hùng Ba (雄巴乡)
- Á Nhiệt (亚热乡)
- Diêm Hồ (盐湖乡)
- Văn Bố Đang Tang (文布当桑乡)